# HD 11857
HD 11857，又名BD+60 398，SAO 12065、HR 561，是一颗恒星，视星等为6.02，位于銀經130.8，銀緯-0.14，其B1900.0坐标为赤經1h 51m 27.5s，赤緯+61° -0.14′ 36″。